# 밀라노 공국
밀라노 공국(이탈리아어: Ducato di Milano)은 1395년부터 1797년까지 이탈리아반도 북부의 도시 밀라노를 거점으로 삼은 도시국가이다. 신성로마제국의 일부로서, 역사의 대부분이 이탈리아 외부에서 온 주요 강대국들의 지배 아래 들어간 적이 많다. 비록 몇 세기 동안 영토의 변화가 있었지만 옛 이탈리아 왕국의 중심지인 밀라노와 파비아를 포함하여 롬바르디아의 대부분을 회복하였다.또한 16세기에 공국이 분할되어 해체되기 전까지 파르마를 병합하여 영토로 삼기도 하였다.

## 역사
귀족 세력의 지지를 받은 비스콘티 가는 1311년부터 사실상 밀라노의 참주 노릇을 하였다. 당시 밀라노는 수공업과 공업 그리고 농업의 중심지로 부상하고 있었다. 잔 갈레아초 비스콘티는 일족의 광활한 영지(롬바르디아, 피에몬테와 베네토의 일부, 이탈리아 중부의 몇몇 도시 등)를 하나로 통합하였으며, 1395년에는 신성 로마 제국의 벤첼로부터 공작의 작위를 하사받았다. 그러나 잔 갈레아초의 아들 조반니 마리아 비스콘티가 아버지로부터 물려받은 영지를 제대로 다스리지 못하자 결국 1412년에 그는 암살당하고 공국은 해체되었다.
조반니 마리아가 죽자 그의 남동생 필리포 마리아 비스콘티가 뒤를 이었다. 필리포는 나라를 다시 재건하였고 아버지가 추진하였던 영토 확장 정책을 재개함으로써 베네치아 공화국과 대립각을 세웠다. 두 나라 간의 전쟁은 10년(1423년 - 1433년)이나 계속되다가 페라라 화약의 체결로 종식하였다. 이때 필리포는 베네치아에 브레시아와 베르가모를 할양하였다.
1447년 필리포 마리아의 죽음으로 비스콘티 가문의 남계 후손이 끊기자 밀라노에서는 권력 싸움이 벌어졌다. 공화국 체제로 할 것을 선포한 밀라노 정부는 비스콘티 가의 용병대장인 프란체스코 스포르차에게 보호를 요청하였지만, 프란체스코 스포르차는 오히려 무력을 동원하여 1450년 공화국 선포를 한 지 3년 만에 스스로 밀라노 공을 사칭하며 영주가 되었다.
이러한 밀라노의 정치적 혼란을 틈타 베네치아는 롬바르디아로의 지배력 확대를 기도하였고, 아라곤 왕 알폰소 5세와 신성 로마 제국 황제 프리드리히 3세와 손을 잡아 스포르차 가에 대항하였다. 이후 4년 동안 전쟁이 지속되었으며, 그 사이에 오스만 제국이 콘스탄티노폴리스를 함락하였다(1453년). 결국 1454년에 밀라노와 베네치아 사이에 로디 평화조약이 맺어져 이탈리아의 오랜 전란시대에 종지부를 찍었다. 이 조약에 따르면 스포르차 가는 밀라노의 세습 군주로 인정받았으며, 베네치아는 에게해의 영토를 일시적으로 반환하는 대신 아다강으로 세력을 넓혔으며, 아라곤 왕국은 나폴리의 왕위에 대한 소유권을 최종적으로 인정받았다. 또한 오스만 제국에 대항하여 이탈리아 신성동맹을 맺게 되었다.
로디 평화조약을 통해 달성된 이탈리아 내 정치적 균형은 로렌초 일 마니피코의 죽음(1492년)과 샤를 8세의 이탈리아 침공(1494년)이 일어날 때까지 지속되었다. 프란체스코 스포르차의 아들 갈레아초 마리아는 폭정을 펼쳐 백성들의 원한을 사 살해당하였으며, 그의 어린 아들 잔 갈레아초는 숙부인 루도비코 일 모로에게 정권을 찬탈당하였다. 프란체스코 스포르차의 아들이기도 한 루도비코 일 모로는 스스로를 조카인 잔 갈레아초 스포르차의 후견인임을 내세워 처음에는 조카의 섭정으로 있다가 그의 지위를 빼앗아 파비아 성에 감금한 후 1494년에 독살을 사주하였다.
1535년 프란체스코가 후계자를 남기지 못하고 죽자 스포르차 가문은 사실상 단절 상태가 되었다. 이후 밀라노 공국의 상속권을 놓고 신성 로마 제국과 프랑스 왕국이 계속해서 대립하다가 결국 70년에 걸쳐 전쟁을 하기에 이르렀다. 이때 신성 로마 제국의 카를 5세는 자신의 아들인 펠리페 2세에게 공국 전체를 할양하였다. 마침내 1559년 4월에 체결된 카토 캉브레지 조약으로 전쟁은 종결되고, 프랑스 왕국은 스페인이 밀라노 공국을 복속시키는 것을 인정하였다. 이후 밀라노 공국은 스페인 등 각국의 지배를 받았으나, 1797년에 프랑스에 정복되어 캄포포르미오 조약에 따라 멸망하고, 프랑스의 괴뢰국인 치살피나 공화국의 일부가 되었다. 이후 이탈리아 왕국의 일부가 되었고, 오스트리아 제국의 지배를 받다가 이탈리아 왕국(1861년 건국)의 일부가 되었다.

## 같이 보기
- 밀라노
- 밀라노의 군주
- 비스콘티 가
- 스포르차 가
- 밀라노의 지도자